# Eisner Award para Best Digital Comic
O Eisner Award para Best Digital Comic (em português, Melhor História em Quadrinhos Digital) é uma das categorias do Will Eisner Comic Industry Award, popularmente conhecido como Eisner Awards. A cerimônia foi estabelecida em 1988 e desde então é realizada durante a convenção "Comic-Con", que ocorre anualmente em San Diego, Califórnia. A categoria foi incluída na premiação em 2005, sendo conhecida até 2017 como Best Webcomic/Digital Comic (Melhor quadrinho digital ou webcomic), ano em que o júri decidiu criar uma categoria própria para Webcomics.

## Histórico
Entre 1985 e 1987, a editora Fantagraphics Books promoveu o Kirby Awards, uma premiação dedicada à indústria dos quadrinhos e com os vencedores recebendo seus prêmios sempre com a presença do artista Jack Kirby. As edições do Kirby Awards eram organizadas por Dave Olbrich, um funcionário da editora. Em 1987, com a saída de Olbrich, a Fangraphics decidiu encerrar o Kirby Awards e instituiu o Harvey Awards, cujo nome é uma homenagem à Harvey Kurtzman. Olbrich, por sua vez, fundou no mesmo ano o "Will Eisner Comic Industry Award".
Em 1988, a primeira edição do prêmio foi realizada, no mesmo modelo até hoje adotado: Um grupo de cinco membros reune-se, discute os trabalhos realizados no ano anterior, e estabelece as indicações para cada uma das categorias, que são então votadas por determinado número de profissionais dos quadrinhos e os ganhadores são anunciados durante a edição daquele ano da San Diego Comic-Con, uma convenção de quadrinhos realizada em San Diego, Califórnia. Por dois anos o próprio Olbrich organizou a premiação até que, ao ver-se incapaz de reunir os fundos necessários para realizar a edição de 1990 - que acabou não ocorrendo - ele decidiu transferir a responsabilidade para a própria Comic-Con, que desde 1990 emprega Jackie Estrada para organizá-lo.

## Vencedores
| Ano  | Obra (s)                         | Artista(s)                                                 | Disponibilização                                                           | Indicados | Nota          |
| ---- | -------------------------------- | ---------------------------------------------------------- | -------------------------------------------------------------------------- | --- | ------------- |

Capa da compilação de Mom's Cancer, a primeira série a ser vencedora da categoria, em 2005.

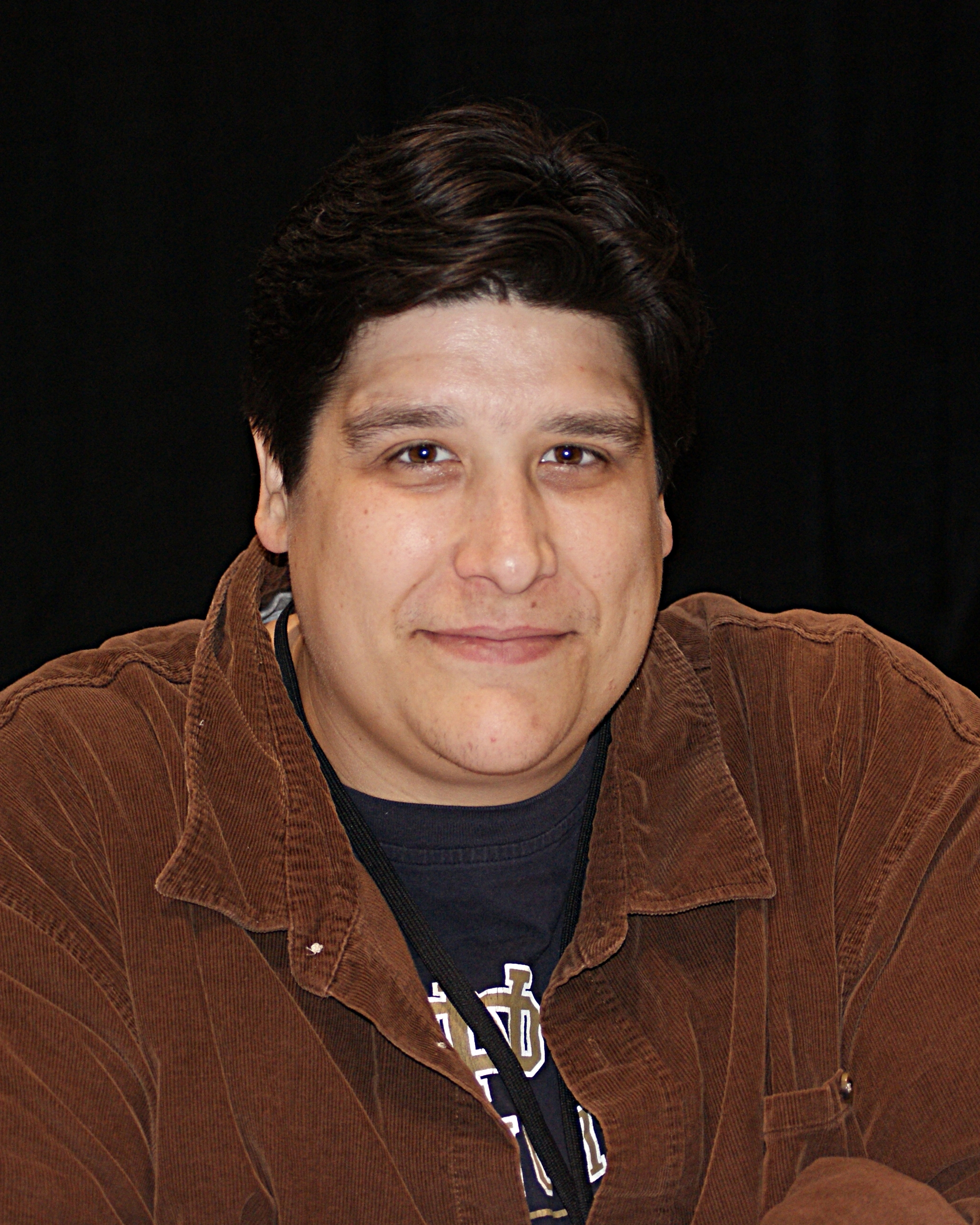
O cartunista americano Steve Kurtz, autor de PvP, série vencedora em 2006.

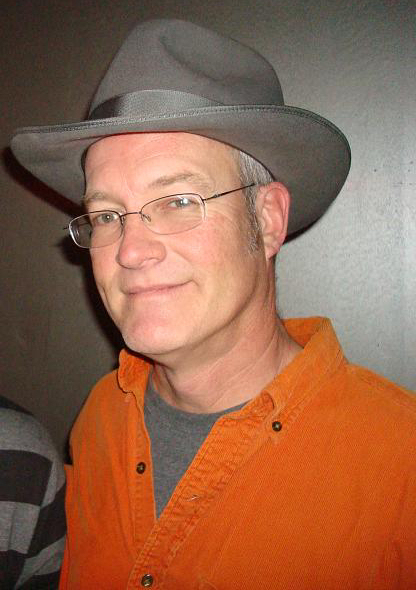
O artista multimídia Steve Purcell é o criador da série Sam & Max, vencedora da categoria em 2007.

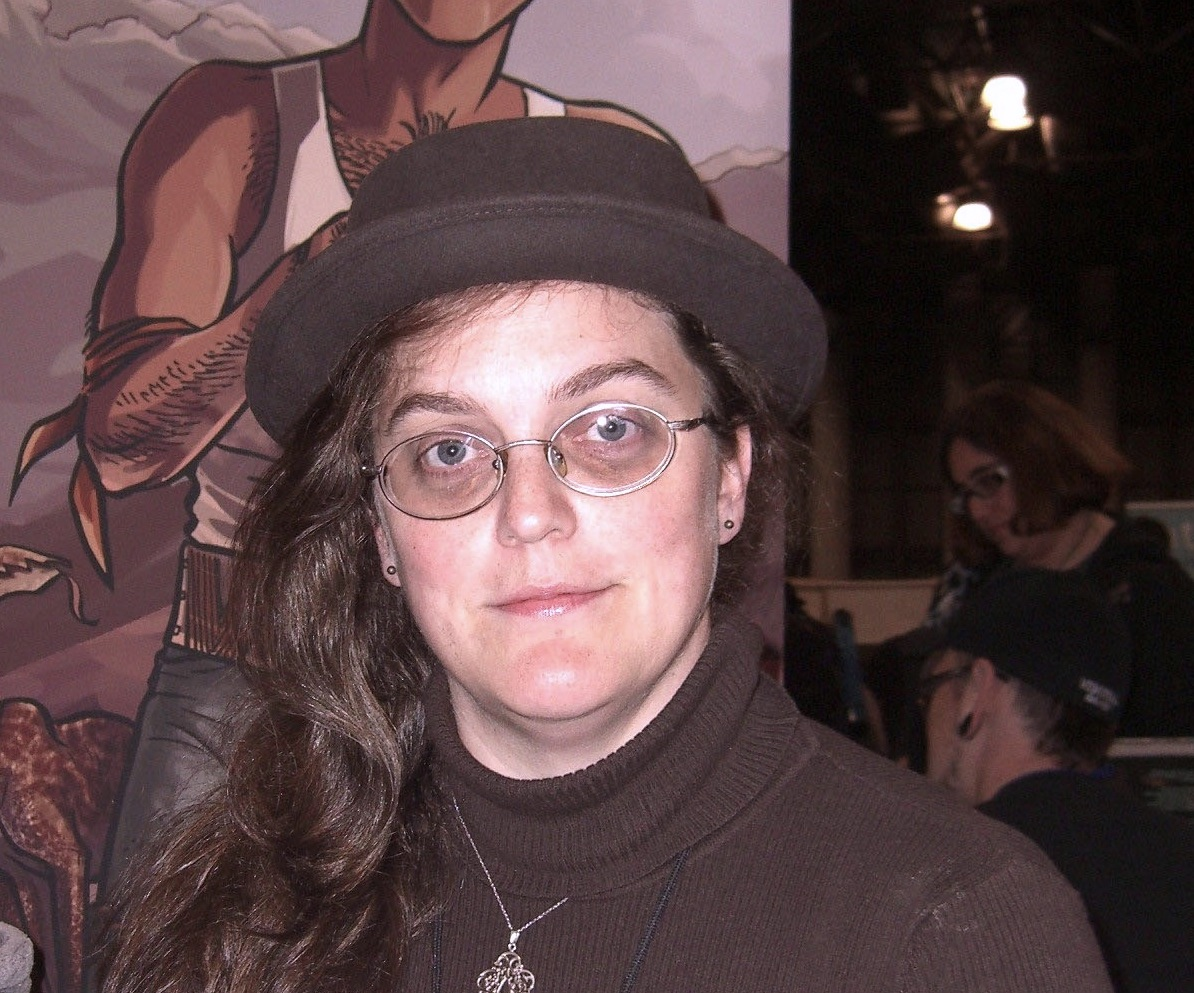
Carla Speed McNeil foi a primeira mulher autora de uma série vencedora da categoria, em 2009, com a ficção científica Finder.

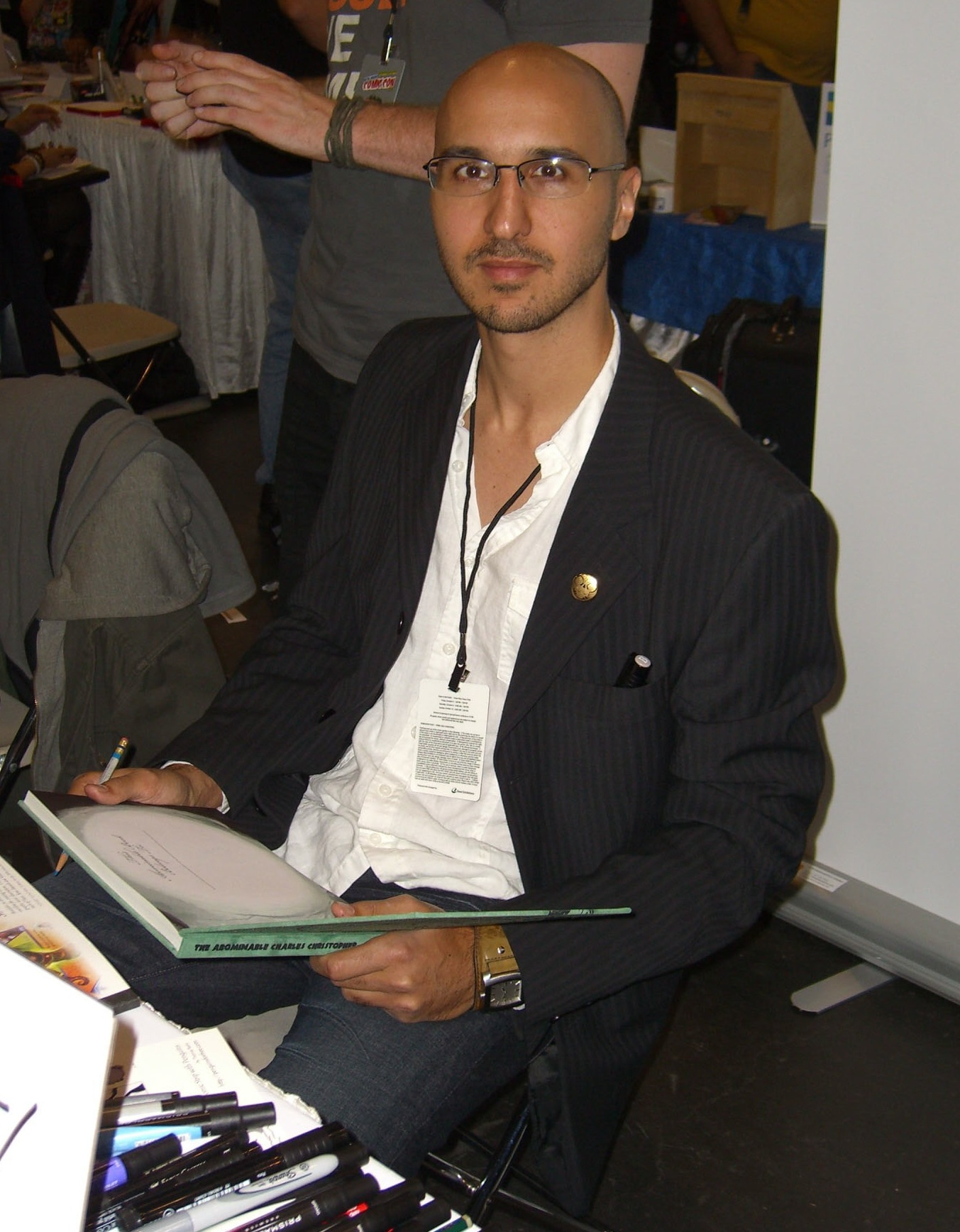
Karl Kerschl é o autor de The Abominable Charles Christopher, série indicada três vezes à categoria, em 2008, 2010 e 2011. A última indicação resultaria em vitória.

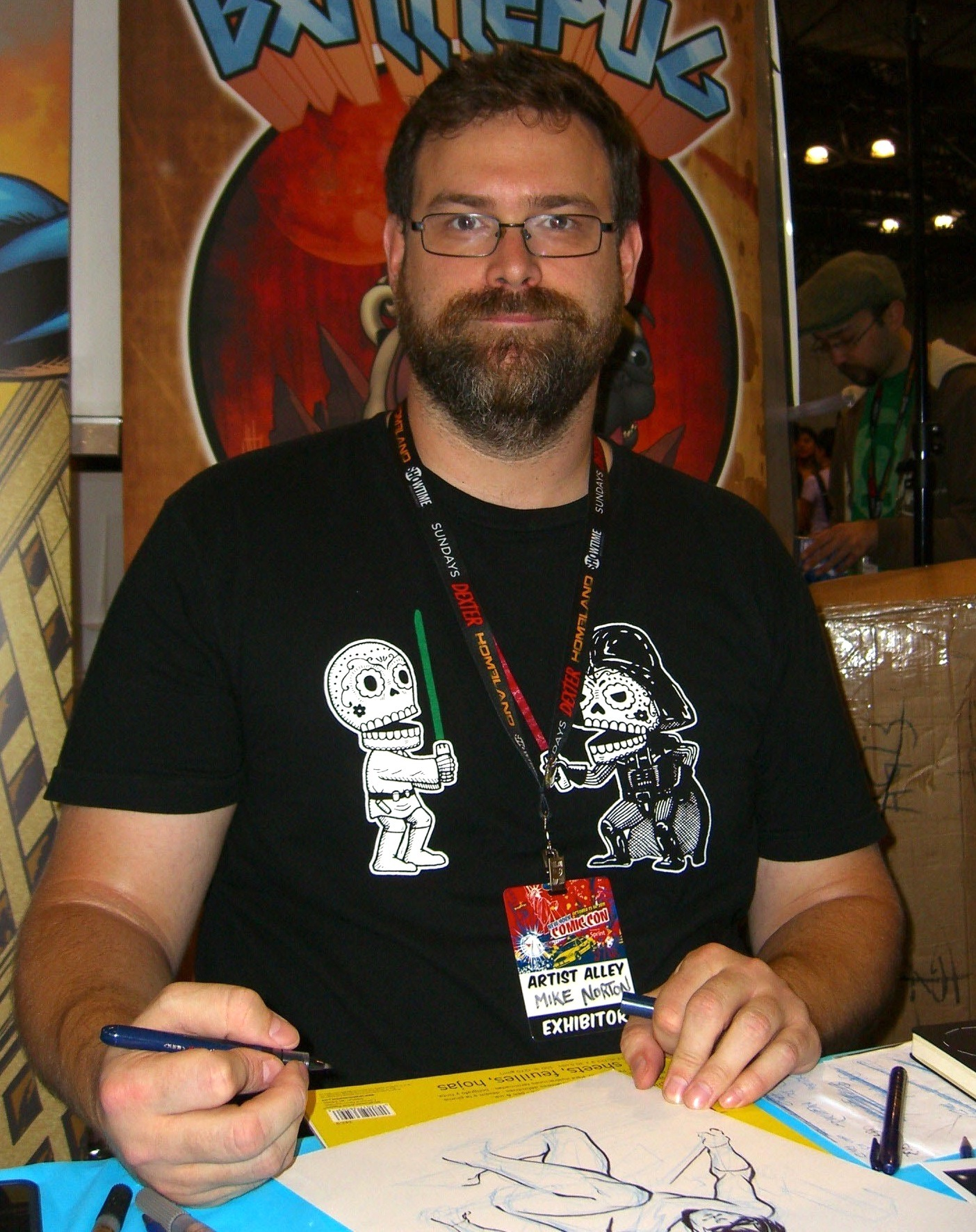
Mike Norton produziu, com o auxílio do colorista Allen Passalaqua, a série Battlepug, vencedora da categoria em 2012.

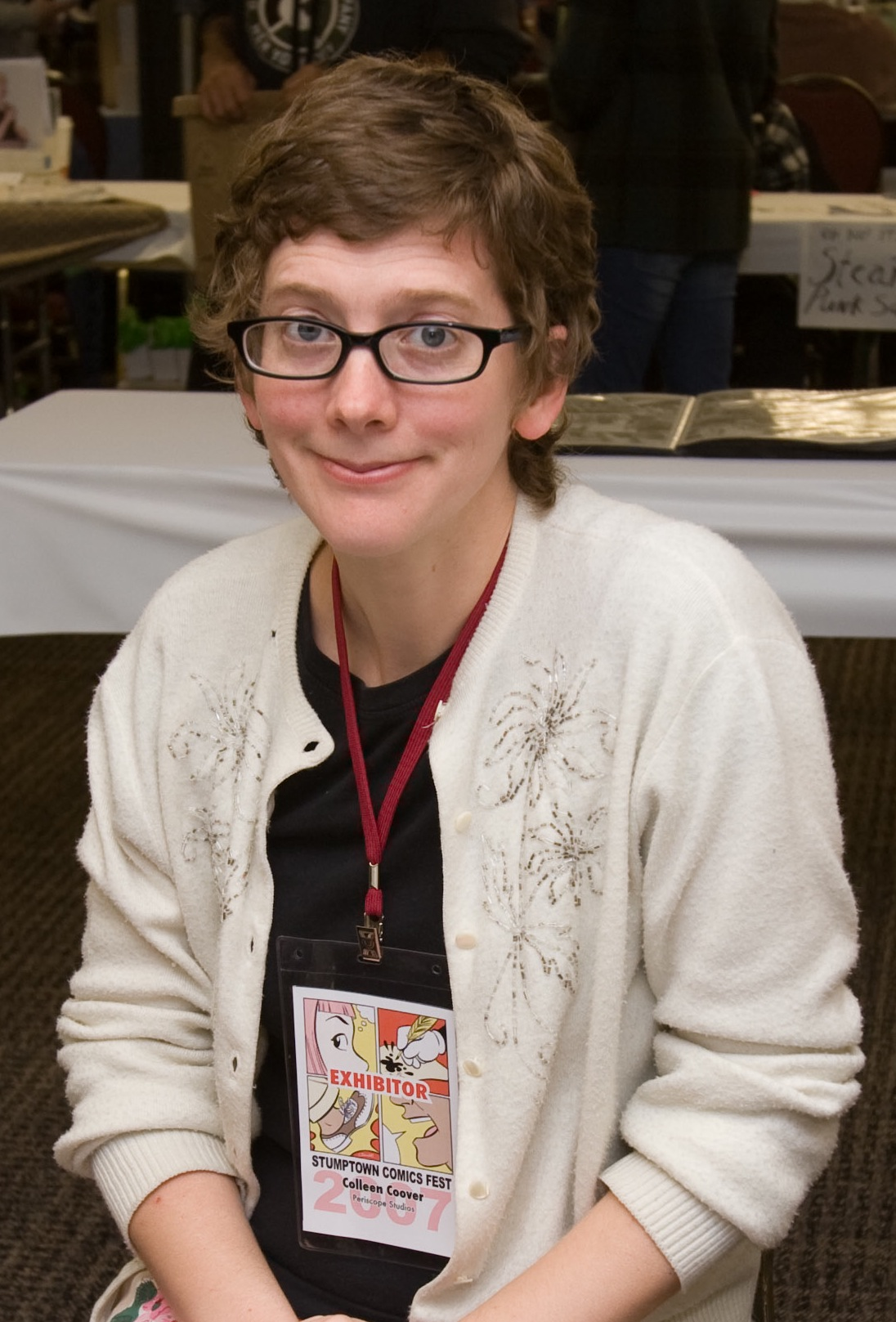
A autora Colleen Coover trabalha como ilustradora da série Bandette, escrita por Paul Tobin, desde a sua concepção. A série foi indicada três vezes à categoria, em 2013, 2015 e 2016, e é a única a já ter sido vencedora em mais de uma oportunidade, em 2013 e 2016.

| 2005 | Mom's Cancer                     | Brian Fies                                                 | www.momscancer.com                                                         | - Athena Voltaire, por Steve Bryant. Disponibilizado em www.athenavoltaire.com/; - Bento & Starchky, por "zer0" (Peter Branting). Disponibilizado em www.noapologiespress.com/zer0comics/bento.htm; - Copper, por Kazu. Disponibilizado em www.boltcity.com/copper_home.htm; - Jonny Crossbones, por Les McClaine. Disponibilizado em www.evilspacerobot.com/comics/jonnycrossbones/index.htm; - Ojingogo, por Matt Forsythe. Disponibilizado em www.comingupforair.net/comics/ojingogo.htm                                                                                    | [ 5 ] [ 6 ]   |
| 2006 | PvP                              | Scott Kurtz                                                | www.pvponline.com                                                          | - Copper, por Kazu. Disponibilizado em www.boltcity.com/copper - Jellaby, por Kean Soo. Disponibilizado em www.secretfriendsociety.com - ojingogo, por Matt Forsythe. Disponibilizado em www.comingupforair.net/comics/ojingogo.html | [ 7 ]         |
| 2007 | Sam and Max                      | Steve Purcell                                              | telltalegames.com (em página específica)                                   | - Bee, em "Motel Art Improvement Service", por Jason Little. Disponibilizado em beecomix.com - Girl Genius, por Phil e Kaja Foglio. Disponibilizado em www.girlgeniusonline.com - Minus, por Ryan Armand. Disponibilizado em www.kiwisbybeat.com/minus1.html - Phables, por Brad Guigar. Disponibilizado em www.phables.com - Shooting War, por Anthony Lappe e Dan Goldman. Disponibilizado em www.shootingwar.com | [ 8 ] [ 9 ]   |
| 2008 | Sugarshock!                      | Joss Whedon Fabio Moon                                     | Perfil da Dark Horse Comics no MySpace (www.myspace.com/darkhorsepresents) | - The Abominable Charles Christopher, por Karl Kerschl. Disponibilizado em www.abominable.transmission-x.com - Billy Dogma, Immortal, por Dean Haspiel. Disponibilizado em www.deanhaspiel.com/immortal.html - The Process, por Joe Infurnari. Disponibilizado em www.theprocesscomic.com - PX!, por Manny Trembley e Eric A. Anderson. Disponibilizado em www.pandaxpress.com | [ 10 ]        |
| 2009 | Finder                           | Carla Speed McNeil                                         | Disponibilizado em site próprio                                            | - Bodyworld, por Dash Shaw - The Lady's Murder, por Eliza Frye - Speak No Evil: Melancholy of a Space Mexican, por Elan Trinidad - Vs., por Alexis Sottile & Joe Infurnari | [ 12 ]        |
| 2010 | Sin Titulo                       | Cameron Stewart                                            | www.sintitulocomic.com                                                     | - Abominable Charles Christopher, por Karl Kerschl. Disponibilizado em www.abominable.cc/ - Bayou, por Jeremy Love. Disponibilizado em zudacomics.com/bayou - The Guns of Shadow Valley, por David Wachter e James Andrew Clark. Disponibilizado em www.gunsofshadowvalley.com/ - Power Out, por Nathan Schreiber. Disponibilizado em www.act-i-vate.com/67.comic | [ 13 ]        |
| 2011 | Abominable Charles Christopher   | Karl Kerschl                                               | www.abominable.cc                                                          | - The Bean, por Travis Hanson. Disponibilizado em www.beanleafpress.com - Lackadaisy, por Tracy Butler. Disponibilizado em lackadaisycats.com - Max Overacts, por Caanan Grall. Disponibilizado em occasionalcomics.com - Zahra's Paradise, por "Amir and Khalil". Disponibilizado em www.zahrasparadise.com | [ 14 ]        |
| 2012 | Battlepug                        | Mike Norton                                                | www.battlepug.com                                                          | - Bahrain, por Josh Neufeld. Disponibilizado em www.cartoonmovement.com/comic/24 - Delilah Dirk and the Turkish Lieutenant, por Tony Cliff. Disponibilizado em www.delilahdirk.com - Outfoxed, por Dylan Meconis. Disponibilizado em www.dylanmeconis.com/outfoxed - Sarah and the Seed, por Ryan Andrews. Disponibilizado em www.ryan-a.com/comics/sarahandtheseed01.htm | [ 15 ]        |
| 2013 | Bandette                         | Paul Tobin Colleen Coover                                  | Disponibilizado na plataforma virtual da Monkeybrain Comics                | - Ant Comic, por Michael DeForge - It Will All Hurt, por Farel Dalrymple - Our Bloodstained Roof, por Ryan Andrews - Oyster War, por Ben Towle | [ 17 ]        |
| 2014 | The Oatmeal                      | Matthew Inman                                              | theoatmeal.com                                                             | - As the Crow Flies, por Melanie Gillman. Disponibilizado em www.melaniegillman.com - Failing Sky, por Dax Tran-Caffee. Disponibilizado em failingsky.com - High Crimes, por Christopher Sebela e Ibrahim Moustafa. Disponibilizado em www.monkeybraincomics.com/titles/high-crimes/ - The Last Mechanical Monster, por Brian Fies. Disponibilizado em lastmechanicalmonster.blogspot.com | [ 18 ]        |
| 2015 | The Private Eye                  | Brian K. Vaughan Marcos Martin                             | panelsyndicate.com                                                         | - Bandette, por Paul Tobin e Colleen Coover. Disponibilizado em comiXology.com - Failing Sky, por Dax Tran-Caffee. Disponibilizado em failingsky.com - The Last Mechanical Monster, por Brian Fies. Disponibilizado em lastmechanicalmonster.blogspot.com - Nimona, por Noelle Stephenson. Disponibilizado em gingerhaze.com/nimona/comic | [ 19 ] [ 20 ] |
| 2016 | Bandette                         | Paul Tobin Colleen Coover                                  | comiXology.com                                                             | - Fresh Romance, editado por Janelle Asselin. Disponibilizado pela Rosy Press em comiXology.com - The Legend of Wonder Woman, por Renae De Liz. Disponibilizado pela DC Digital em comiXology.com - Lighten Up, por Ronald Wimberly (The Nib). Disponibilizado em thenib.com/ - These Memories Won't Last, por Stu Campbell. Disponibilizado em memories.sutueatsflies.com/ | [ 21 ]        |
| 2017 | Bandette                         | Paul Tobin Colleen Coover                                  | comiXology.com                                                             | - Edison Rex, por Chris Roberson e Dennis Culver - Helm, por Jehanzeb Hasan e Mauricio Caballero - On a Sunbeam, por Tillie Walden - Universe!, por Albert Monteys | [ 22 ]        |
| 2018 | Harvey Kurtzman’s Marley’s Ghost | Harvey Kurtzman Josh O’Neill Shannon Wheeler Gideo Kendall | comiXology.com                                                             | - Bandette, por Paul Tobin e Colleen Coover. Disponibilizado em comiXology.com - Barrier, por Brian K. Vaughan e Marcos Martin Disponibilizado em Panel Syndicate - The Carpet Merchant of Konstaniniyya, por Reimena Yee Disponibilizado em reimenayee.com/the-carpet-merchant - Contact High, por James F. Wright e Josh Eckert Disponibilizado em gumroad.com/l/YnxSm - Quince, por Sebastian Kadlecik, Kit Steinkellner, e Emma Steinkellner, traduzido por Valeria Tranier Disponibilizado em comiXology.com                                                              | [ 23 ] [ 24 ] |
| 2019 | Umami                            | Ken Niimura                                                | panelsyndicate.com                                                         | - Aztec Empire, de Paul Guinan, por Anina Bennett e David Hahn - The Führer and the Tramp, por Sean McArdle, Jon Judy, e Dexter Wee - The Journey, por Pablo Leon (Rewire) - The Stone King, por Kel McDonald e Tyler Crook (comiXology Originals) | [ 25 ]        |
| 2020 | Afterlift                        | Chip Zdarsky Jason Loo                                     | comiXology.com                                                             | - Black Water Lilies, por Michel Bussi, adaptado por Frédéric Duval e Didier Cassegrain, tradução de Edward Gauvin (Europe Comics) - Colored: The Unsung Life of Claudette Colvin, por STania de Montaigne, adaptado por Emilie Plateau, tradução de Montana Kane (Europe Comics) - Elma, A Bear’s Life, vol. 1: The Great Journey, por Ingrid Chabbert e Léa Mazé, tradução de Jenny Aufiery (Europe Comics) - Mare Internum, por Der-shing Helmer (comiXology; gumroad.com/l/MIPDF) - Tales from Behind the Window por Edanur Kuntman, tradução de Cem Ulgen (Europe Comics) | [ 26 ]        |